# ماسون غرايمز
ماسون غرايمز (بالإنجليزية: Mason Grimes)‏ (21 أكتوبر 1992 في الولايات المتحدة - ) هو لاعب كرة قدم أمريكي وغوام في مركز الدفاع. شارك مع منتخب غوام لكرة القدم. أما مع النوادي، فقد لعب مع تولسا روناكس.

## وصلات خارجية
- ماسون غرايمز على موقع قاعدة بيانات كرة القدم.إي يو (الإنجليزية)
- ماسون غرايمز على موقع ناشيونال فوتبول تيمز (الإنجليزية)
- ماسون غرايمز على موقع Soccerway.com (الإنجليزية)